# 锡尔韦拉斯
锡尔韦拉斯是巴西圣保罗州的一个市镇。总面积414.698平方公里，总人口5562人，人口密度13.4人/平方公里。